# Pozos Algarrobal
Los pozos Algarrobal son manantiales de agua ubicados en la costa de la Región de Antofagasta, unos 2 kilómetros al sur de Cobija.

## Historia
Luis Risopatrón la menciona en su Diccionario Jeográfico de Chile de 1924:
Algarrobal (Pozos del) 22° 33’ 70° 15’. Con agua salobre, se encuentran cerca de la playa, a unos 2 kilómetros hácia el S de Cobija. 131; i agua en 156; i pozos del Algarrobo en 1, XII, p. 52; i 98, carta de San Roman (1892); agua en 98; III, p. 117; i 99, p. 19; i aguada en 132.